# Modèle-vue-vue modèle

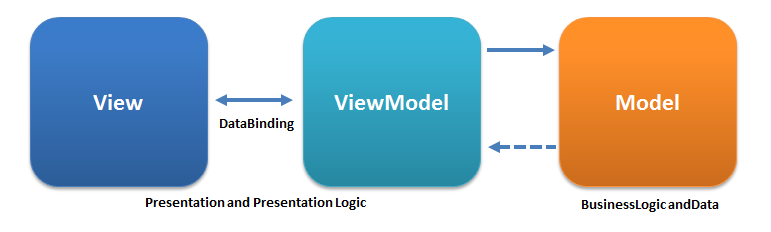

Le modèle-vue-vue modèle (en abrégé MVVM, de l'anglais Model View ViewModel) est une architecture et une méthode de conception utilisée dans le génie logiciel,.
Apparu en 2004, MVVM est originaire de Microsoft et adapté pour le développement des applications basées sur les technologies Windows Presentation Foundation et Silverlight via l'outil MVVM Light par exemple. Cette méthode permet, tel le modèle MVC (modèle-vue-contrôleur), de séparer la vue de la logique et de l'accès aux données en accentuant les principes de  liaison et d’événement.